# ماريا إيبز
ماريا إيبز (بالإنجليزية: Maria Epes)‏ هي مصممة مطبوعات أمريكية، ولدت في 2 مارس 1950 في الإسكندرية في الولايات المتحدة.